# Paramitos
Mit Paramitos werden die Regengüsse oder nasskalte Bergnebel bezeichnet, die während der Regenzeit im Hochland von Quito (Ecuador) niedergehen und von starken Böen sowie Hagelschauern begleitet werden.